# Вартові легенд
«Вартові легенд» (англ. Rise of the Guardians) — анімаційний фільм за книгою Вільяма Джойса режисера Пітера Ремсі, що вийшов на екрани кінотеатрів 21 листопада 2012 року.

## Сюжет
Казкові герої дитинства — Санта-Клаус, Великодній кролик, Зубна фея і Піщана людина є вартовими легенд, які захищають дітей, їх мрії, надії та сни. Несподівано проти вартових виступає злий Бабай, який хоче вкрасти дуже важливу річ — дитячі сни — і замінити їх своїми кошмарами, змусивши дітей повірити в те, що Вартових не існує. Луноликий (Місяць) обирає нового Вартового — непосидючого духа зими, на ім'я Джек Холод.
Його викрадають та доставляють в домівку Санта-Клауса і розповідають що він обраний стати новим вартовим. Але сам Джек не бажає бути вартовим. Водночас в замку Зубний Феї кошмари (слуги Бабая) крадуть фей-помічниць і дитячі зуби. Хранителі намагаються відбити напад, але вони прибувають занадто пізно і рятують лише одну фею-помічницю. Зубна фея повідомляє Джеку, що його власні молочні зуби, а значить і спогади з минулого життя, теж були викрадені. Тоді Джеку з Вартовими вдається домовитися: Джек допомагає їм, а йому повертаються його спогади.
Фея без своїх помічниць не в змозі забирати молочні зуби з-під подушок маленьких діток. Хранителі вирішують допомогти Зубний феї забрати назад викрадені дитячі зуби та визволити помічниць Феї. Але під час цієї спроби гине Піщана людина, його поглинає чорний пісок кошмарів Бабая. Наближається Великдень і головні герої вирішують допомогти Великодньому кролику підготуватися до свята. Опинившись у нього в підземній норі вони випадково зустрічають маленьку дівчинку. Хранителі вирішують повернути її додому, а зробити це викликається Джек. Він відносить дівчинку додому, але раптом чує голос, який кличе його. Попри прохання феї-помічниці зупинитися, Джек йде на цей голос і приходить в лігво Бабая. Після боротьби з Бабаєм, Джеку все-таки вдається взяти коробочку зі спогадами, але, як не дивно, її йому віддає сам Бабай, раптом загадково посміхнувся і сказав: «Бережись…» Джек із жахом поспішає до друзів і натикається на розбиті великодні яйця. Його зустрічають засмучені Хранителі питають, де він був. Зубна Фея зауважує, що пропала фея-помічниця, а у Джека в руці коробка з зубами. Хранителі вирішують, що він зрадив їх. Джек більше не може залишатися і йде від них.
Поступово, на чарівному глобусі Хранителів гасне дедалі більше і більше вогників дітей, які ще вірять в чари. Джек сидить на засніженій вершині гори, як раптом з'являється Бабай. Джек кричить, щоб він дав йому спокій, а Бабай показує затиснуту в кулак помічницю Зубний Феї й каже, щоб Джек віддав йому свій посох або він вб'є фею. Джек кориться, але Бабай не хоче відпускати фею. Фея жалить його своїм носом і розлючений Бабай кидає її в прірву та ламає посох Джека навпіл. Знесиленого Джека разом з палицею він так само викидає в прірву.
Джек приходить до тями на дні прірви. Фея допомагає йому відкрити коробку з зубами, яка весь цей час була у Джека і той згадує, що він був звичайним хлопчиком. Вони з сестрою пішли кататися на замерзле озеро, але потрапили на тонку кригу. Джеку вдається врятувати сестру, але сам він провалюється в воду і тоне, після чого Луноликий перетворює його в Джека Холода. Після перегляду цих спогадів, сам Джек розуміє своє справжнє призначення і вирушає до Джеймі, єдиному хлопцю, який ще вірить у чари.
Джеку вдається допомогти Джеймі не зневіритися в чарівних духів, а також змусити повірити в себе, тим самим зробивши себе видимим для хлопчика. Вони вирушають на пошуки Вартових і знаходять їх знесилених, через те, що діти не вірять у них. Бабай в цей час починає свій напад. Джек і інші будять друзів Джеймі й вирушають «грати й веселитися», бо це у Джека виходить найкраще. Хранителі починають битися з Бабаєм, і з його піску з'являється Пісочна Людина. Зрештою Хранителям вдається виграти бій, після чого вони всі грають у сніжки та веселяться. Джек обіцяє Джеймі, що вони ще побачаться і відлітає разом з рештою. На озері їх чекає Бабай, готовий мстити, але його кошмари атакують його самого, а Джек стає справжнім Хранителем Легенд.

## Персонажі фільму
- Джек Фрост — головний герой фільму. Дух зими. Підліток, який не має жодного інтересу до того, щоб бути пов'язаним з правилами або обов'язкам і просто хоче використати свій магічний посох лише заради особистої розваги та забав. Протягом більшої частини фільму він невидимий для людей. В кінці фільму стає Вартовим Веселощів. Озвучує Кріс Пайн.
- Санта-Клаус — лідер Вартових легенд, Вартовий Чудес. Він живе на Північному полюсі, в Замку Льоду, разом із Єті, які побудували замок і майстерню. В оригінальній озвучці у Санта-Клауса присутній сильний російський акцент. Озвучує Алек Болдвін.
- Великодній кролик — Вартовий легенд і вісник яєць Пасхи, Вартовий Надії. Родом з Австралії, говорить з австралійським акцентом. Озвучує Г'ю Джекман.
- Зубна фея — міфічний колекціонер зубів і Хранитель Спогадів. Фея виглядає як наполовину людина, наполовину колібрі. Завдяки своїм помічницям-феям вона збирає дитячі молочні зуби, які зберігають найдорогоцінніші дитячі спогади. Зубна фея зберігає їх у своєму палаці й повертає спогади їх власникам, коли вони найбільш необхідні. Озвучує Айла Фішер.
- Бабай — сутність страху і Король Кошмарів. Довгі сторіччя був слабким і нікому не відомим. Але потім зміг за допомогою страху перетворити золотий пісок Піщаної людини в чорний і створив з нього армію кошмарів. Озвучує Джуд Лоу.
- Сенді — Вартовий снів, є першим Вартовим, вибраний Луноликим, і найстарішим з Вартових. Він не говорить (тому немає актора озвучення), а спілкується за допомогою зображень з піску, які він показує над головою. Спілкування з ним сильно нагадує гру в шаради. За допомогою золотого піску створює приємні сни. Має особисті рахунки з Бабаєм. Був ним же убитий, але після воскрес, завдяки вірі друзів Джеймі.
- Джеймі — остання дитина, яка не розчарувалась в Вартових, вірить у казки. Став першою дитиною, яка побачила Джека Холода. Озвучує Дакота Ґойо.
- Монті — друг Джеймі. Озвучує Джейкоб Бертран.

## Український дубляж
Студія: LeDoyen Studio
Тип: Дублювання
З цим дублюванням мульт був у кінопрокаті — 33 фільмокопії, 87 цифрових носіїв (у 3D), 5 цифрових носіїв (у 2D) та 3 IMAX фільмокопії, усі з дублюванням українською мовою.
Перекладач і автор синхронного тексту: Федір Сидорук
Режисерка дублювання: Анна Пащенко
Ролі дублювали:
- Андрій Федінчик — Джек Фрост
- Микола Боклан — Санта-Клаус
- Андрій Самінін — Великодній кролик
- Катерина Брайковська — Зубна фея
- Іван Розін — Бабай
- Кирило Лепьошкін — Джеймі

А також: Людмила Барбір, Катерина Башкіна-Зленко, Роман Чорний, Максим Чумак, Етель Ененберг, Вікторія Хмельницька, Софія Масаутова, Андрій Мостренко, Аліна Овчаренко, Сергій Солопай, Богдан Темченко, Юлія Угрин, Дмитро Вікулов, Михайло Жогло.